# Extraklasse – On Tour
Extraklasse – On Tour ist ein deutscher Fernsehfilm von Sinan Akkuş aus dem Jahr 2022 mit Axel Prahl in der Hauptrolle. Es ist die Fortsetzung der beiden Filme Extraklasse aus dem Jahr 2018 und Extraklasse 2+ aus dem Jahr 2021. Der Film wurde am 12. Dezember 2022 erstmals im Fernsehprogramm des ZDF ausgestrahlt.

## Handlung
Das neue Schuljahr beginnt für Abendschullehrer Ralph Friesner mit einer Überraschung. Seine neue Chefin Frau Bergmann überträgt ihm die Durchführung eines besonderen Motivationsprogramms bei Schülern, die bereits einmal durchgefallen sind. Das Ganze findet in einer Jugendherberge an einem See statt, was Ralph nach anfänglicher Skepsis gefällt – so bekommt er vorübergehend ein wenig Ruhe von seiner Mitbewohnerin Karin, die ihm wenig Privatsphäre lässt, weshalb er schon einen Auszug erwägt. Doch kurze Zeit später steht auch Karin mit gepackten Koffern in der Herberge. Ein Rohrbruch hat sie aus der Wohnung gezwungen, sodass sie hier Zuflucht sucht. Herbergsvater Ole hat sie zu allem Überfluss auch noch direkt bei Ralph einquartiert, da kein Zimmer mehr frei war und er ohnehin ein zu großes hat.
Die Ralph anvertrauten Schüler haben alle mit ihren individuellen Problemen zu kämpfen. Wie Keywan, ein trockener Alkoholiker, der sich mit dem draufgängerischen Nick das Zimmer teilt. Faheema, die in Gegenwart anderer stark stottert, teilt sich das Zimmer mit Ruth, einer übergewichtigen Friseurin, die jetzt umschulen möchte und an Depressionen leidet. Besonders problematisch ist Mirco, der immer wieder seinen Frauenhass äußert und mit den anderen wiederholt Streit anfängt. Ralph versucht in seiner empathischen Art den Gruppenmitgliedern zu helfen, er gibt Ratschläge und sucht Lösungen.
Nachdem Karin beim Dekorieren für eine kleine Abschlussfeier einen Stromausfall auslöst, kommt Frau Bergmann wegen versicherungsrelevanter Belange in die Herberge und möchte sich auch gleich ein Bild von Ralphs Unterricht machen. Ein schlechter Zeitpunkt, da gerade auch in der Klasse unerwartete Sachen passiert sind. So hat Nick Keywan in der letzten Nacht zum Alkohol verführt, worauf er sich auf dem Herbergsflur erbrochen hat. Auch ist Ruth verschwunden, sodass Ralph sich trotz Androhung einer Abmahnung mit den anderen auf die Suche macht. Die Polizei trifft ein und verhaftet Mirco, der am Vorabend eine Frau vergewaltigen wollte, die sich jedoch zu wehren wusste. Schließlich findet Ralph Ruth in einem verschlossenen Fahrstuhl, wohin sie in Panik gelaufen ist, nachdem Mirco sie zu bedrängen versuchte.
Am Abend bei der Abschlussfeier besteht Ralph vor Frau Bergmann darauf, alle seine Schüler – bis auf Mirco – für die schulische Ausbildung zuzulassen. Ralph spricht sich mit Karin aus und sagt, dass er nicht ausziehen werde, er aber „Bußgeld“ bei der Überschreitung von Grenzen verlange.

## Produktion
Der Film wurde vom 3. Mai 2022 bis zum 1. Juni 2022 in Berlin und Umgebung gedreht.

## Soundtrack
Für den Soundtrack wurden unter anderem folgende Songs verwendet:
- Canned Heat (Going Up The Country)
- Family of the Year (Hero)
- Jasmine Thompson (Stay With Me)
- SYML (Where's My Love)
- Måneskin (Beggin’)
- Flora Cash (You're Somebody Else)
- Camila Cabello (Havana)
- Banners (Someone To You)

## Rezeption

### Kritiken
Bei tittelbach.tv gibt Kritiker Rainer Tittelbach dem Film insgesamt 4 von 6 Sternen. Es werde keine Situationskomik bemüht, hingegen würden die ernsteren Töne überzeugen. Hier lobt der Kritiker das überzeugende Miteinander von Axel Prahl, Nadine Wrietz und Belina Nasra Mohamed-Ali. Auch wenn man diesen Film nicht als absolute Extraklasse bezeichnen könne, so würde er mit den optimistischen Botschaften sehr gut in die Vorweihnachtszeit im Dezember passen.
Oliver Armknecht gibt dem Film in seiner Kritik auf film-rezensionen.de insgesamt 5 von 10 Punkten. Armknecht bemängelt, dass der Film nicht wirklich komisch sei und die offizielle Einordnung als Komödie nicht stimme, auch wenn die Auftritte von Katharina Thalbach nett gelungen seien. Er lobt indes das kompetente Ensemble, im Vergleich zum Vorgänger seien die Geschichte interessanter und besser integriert, etwas nuancenreicher hätte der Film aber sein können. Insgesamt ein nicht mehr als durchschnittlicher Film.
Heike Hupertz wird in ihrer Besprechung in der Frankfurter Allgemeinen Zeitung deutlicher und bezeichnet Buch und Regie als hoffnungslos. Der Film sei krampfhaft um Realität bemüht, das Ergebnis sei im Vergleich zu den Vorgängern „besonders unbekömmlich“. Der Film sei nicht lustig, man habe selten nicht so gelacht. Den größten Fremdschämfaktor schreibt die Kritikerin den Szenen mit Katharina Thalbach zu, beispielsweise als sie „am Telefon ausgiebige Furz- und Rülpsgeräusche mimisch begleitet“. Ein vierter Film solle den Zuschauern erspart bleiben.

### Einschaltquoten
Die Erstausstrahlung des Films am 12. Dezember 2022 im ZDF sahen insgesamt 5,13 Millionen Zuschauer. Dies bedeutete einen Marktanteil von 18,4 %, womit der Film die größte Reichweite des Abends aufwies.